# Wagelerbos
Het Wagelerbos, ook geschreven als Wagelerbosch, Wageler Bosch of Wageler Bos, is een bosgebied in de gemeente Gulpen-Wittem in de Nederlandse provincie Limburg. Het bos ligt ten oosten van Crapoel en ten zuiden van Gulpen en Berghem. Aan de zuidzijde ligt de golfbaan van de De Zuid Limburgse Golf- en Countryclub Wittem. Het bos ligt op het Plateau van Crapoel en is deels een hellingbos.
In het westen liggen aan de andere zijde van een smalle akker het Dunnenbos en het Schweibergerbos.

## Oorlogsmonument
Aan de zuidrand van het bos staat een oorlogsmonument ter nagedachtenis aan zes gesneuvelde bemanningsleden van twee neergestorte Halifax-bommenwerpers tijdens de Tweede Wereldoorlog. Op 28 april 1994 is het monument onthuld in de aanwezigheid van overlevenden van de crash en andere geallieerde oud-strijders. Het is een gietijzeren kruis met corpus en voor het kruis een plaquette met daarop de namen H.A. Poole en S.A. Somerscales. Het monument staat op de coördinaten 50° 47′ 38″ NB, 5° 53′ 40″ OL.

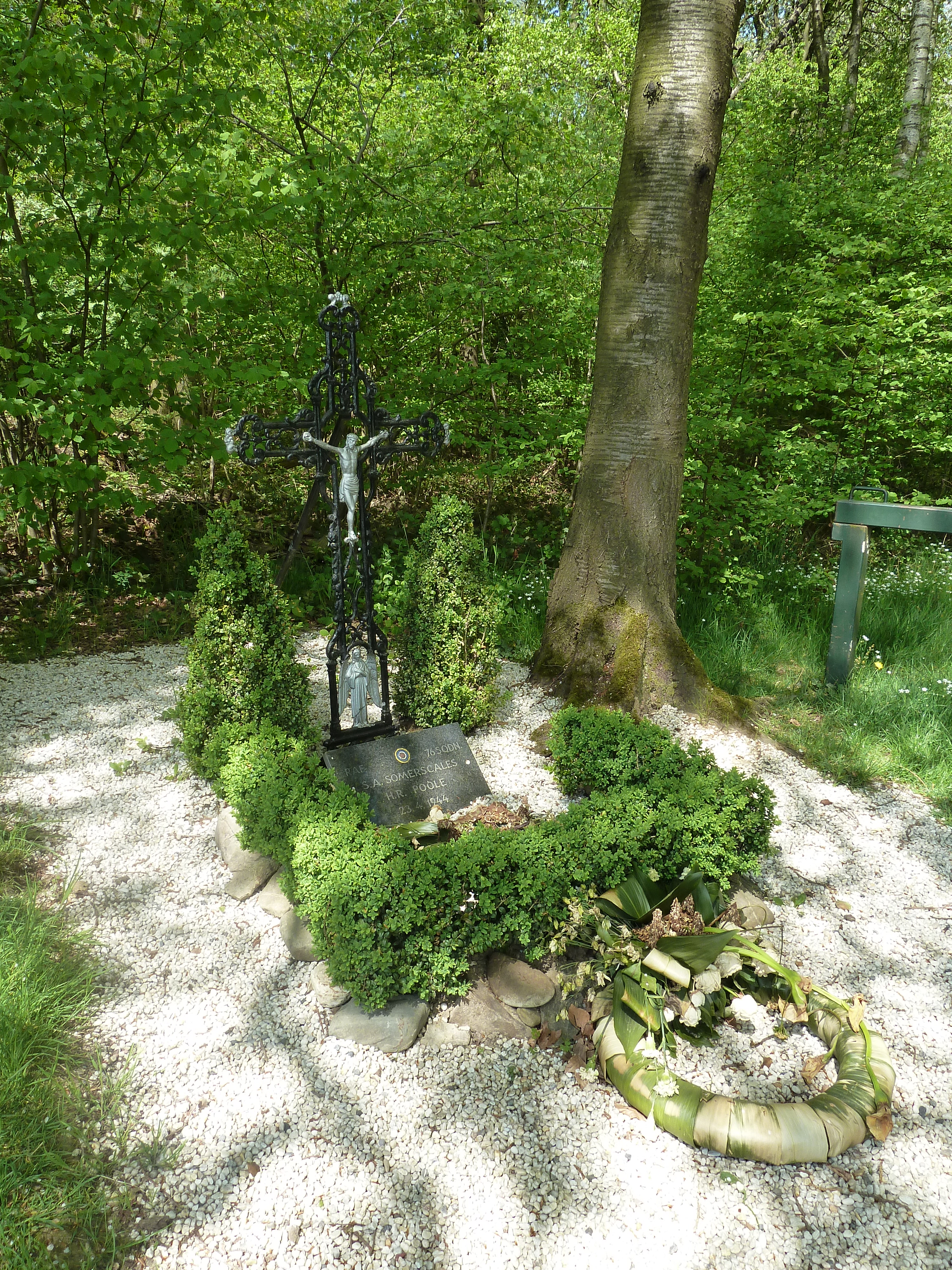
Het oorlogsmonument in 2013 waar recent een krans bij gelegd was
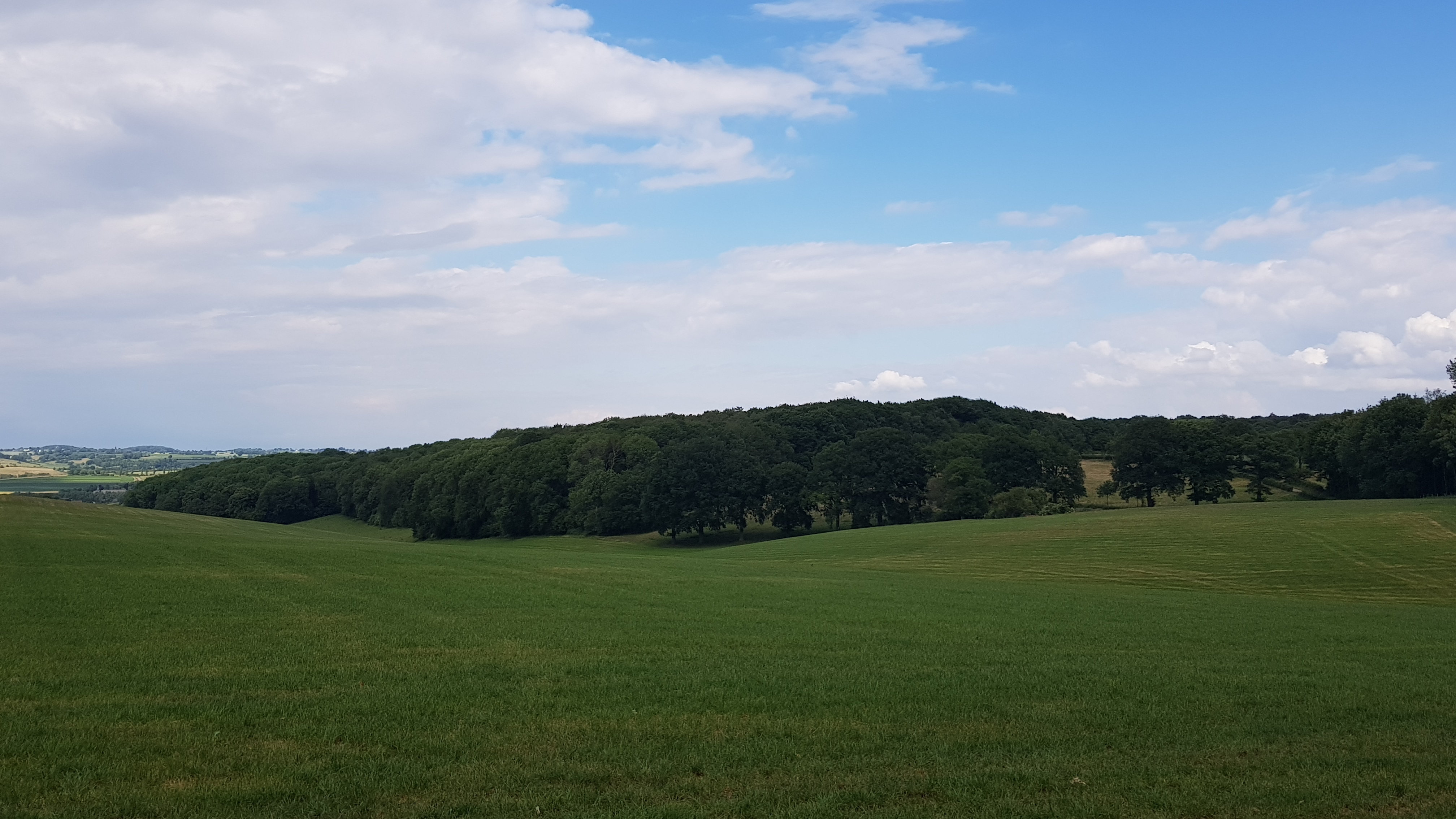
Het Wagelerbos gezien vanuit het zuidwesten